# Elevation (film)
Elevation is een Amerikaanse postapocalyptische actiefilm uit 2024, geregisseerd door George Nolfi. De hoofdrollen worden vertolkt door Anthony Mackie, Morena Baccarin en Maddie Hasson.

## Verhaal
Overlevenden van een dodelijke buitenaardse invasie van monsterlijke wezens zijn gedoemd een primitief leven te leiden op grote hoogte in de Rocky Mountains want de monsters komen nooit boven de 8000 voet. Een alleenstaande vader en twee vrouwen moeten de veiligheid van hun huis verlaten om deze monsterlijke wezens te trotseren om het leven van een kind te redden.

## Rolverdeling
| Acteur          | Personage |
| --------------- | --------- |
| Anthony Mackie  | Will      |
| Morena Baccarin | Nina      |
| Maddie Hasson   | Katie     |
| Danny Boyd Jr.  | Hunter    |
| Shauna Earp     | Hannah    |
| Tyler Grey      | Tim       |

## Productie
In oktober 2022 werd aangekondigd dat er een postapocalyptische actiethriller met de titel Elevation in ontwikkeling was, met George Nolfi als regisseur en Kenny Ryan en Jacob Roman die het scenario schreven. Anthony Mackie, Morena Baccarin en Maddie Hasson zouden de hoofdrollen spelen. In mei 2024 verwierf Vertical de distributierechten voor de Verenigde Staten.

### Filmopnames
De filmopnames gingen van start in november 2022 in Colorado en eindigden in maart 2023.

## Release en ontvangst
Elevation ging op 8 november 2024 in première. De film kreeg matige kritieken van de filmcritici, met een score van 58% op Rotten Tomatoes, gebaseerd op 33 beoordelingen.